# Chabala
 (mai 2023).
Si vous disposez d'ouvrages ou d'articles de référence ou si vous connaissez des sites web de qualité traitant du thème abordé ici, merci de compléter l'article en donnant les références utiles à sa vérifiabilité et en les liant à la section « Notes et références ».
Le chabala est un geste technique offensif en handball,. L'attaquant, au moment de marquer, fait semblant d'armer une frappe lourde, commence son geste et casse son poignet qui passera sous le ballon, afin d'envoyer une balle qui lobera. La balle passera très près de la tête du gardien alors en extension et qui aura (le plus souvent) fermé les yeux par réflexe.